# Famille chez les Wolof

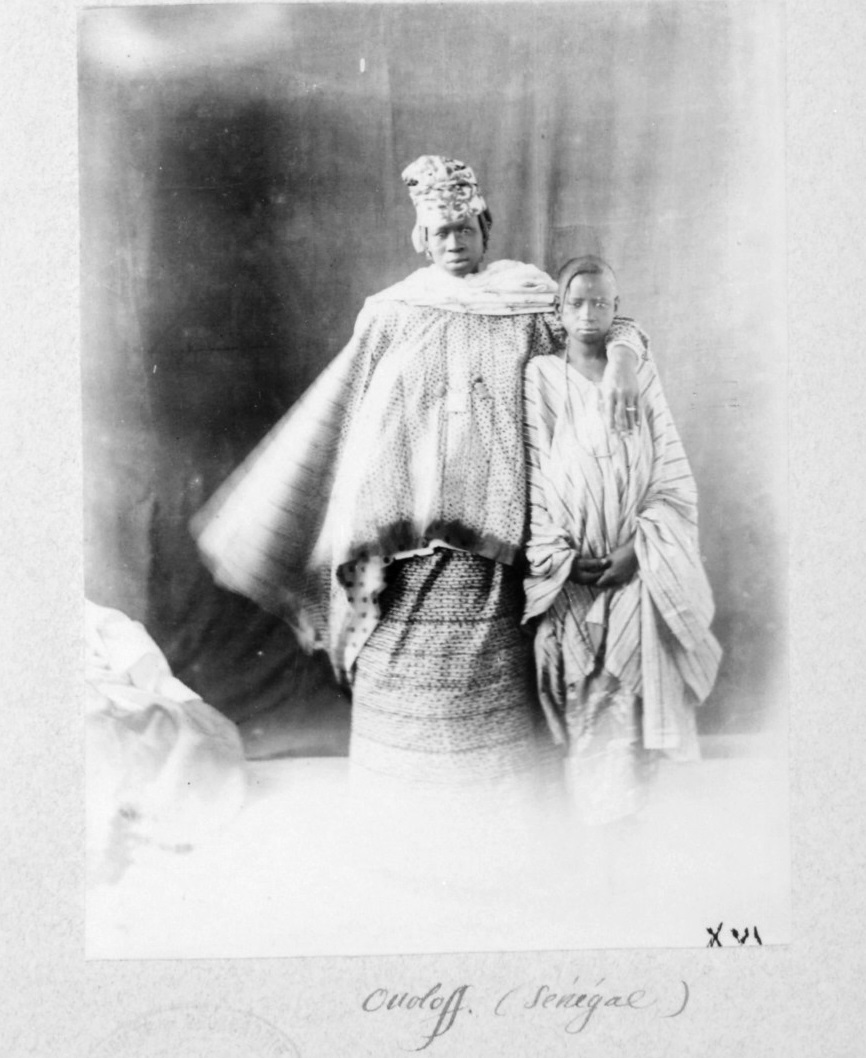
Mère Wolof et son enfant (1890)

Les Wolof, traditionnellement paysans céréaliers, fondent leur famille sur des principes de solidarité et de hiérarchie, assurant une primauté des hommes sur les femmes (qui a lieu à la fois dans la culture traditionnelle Wolof et dans l'Islam) et des aînés sur les cadets. Le mode de filiation est bilinéaire, avec du patrilignage et du matrilignage.  Cependant, les Wolof s'adaptent à l'économie monétaire et à la modernisation de l'agriculture. D'autres facteurs transforment la famille Wolof : la migration masculine, dont il résulte que les femmes restent au Sénégal, ainsi que la croissance démographique et les stratégies de planification familiale. 

## Structure de parenté
Les structures de parenté (matrilignage, patrilignage, bilatéralité, unilatéralité avec variation de lignage ou double) varient selon la caste. Néanmoins, le principal mode de filiation est unilinéaire double ou bilinéaire. La croyance traditionnelle veut que la mère transmette le sang, la chair, le caractère et l'intelligence, ainsi que le don de sorcellerie chez certains individus. La branche agnatique offre les os, les nerfs, le courage, et parfois le don de vision surnaturelle. La parenté se transmettant par le sang, c'est la branche maternelle qui transmet les éléments les plus importants.

## Vocabulaire de la parenté
Le terme de parent, mbokk, provient du terme "partager", "avoir en commun". La nomenclature reconnaît sept générations. Les arrières-grands-parents (maamaat), les grands-parents (maam), les arrières petits enfants (setaat), les petits-enfants (set), les parents (waa-jur est le couple parental, ceux qui ont procréé), les enfants (doom, qui signifie enfant, neveu ou nièce (enfant de frère) et petit(e)-cousin(e) (enfant de cousin mâle) d'un homme, et enfant, neveu ou nièce (de père ou de mère), et petit(e)-cousin(e) (de cousin ou cousine) pour une femme). Le vocabulaire de l'alliance est considéré comme plus pauvre encore que celui de la parenté par Abdoulaye Bara-Diop, chercheur en Lettres. 

## Relations familiales traditionnelle
Le père, qui participe à l'éducation des enfants, est traditionnellement autoritaire. L'enfant, sans être naturellement mauvais, naît ignorant de tout dans la tradition Wolof. Le père éduque les fils, la mère les filles. L'oncle paternel (petit père) joue le même rôle que le père. La tante paternelle mérite aussi le respect, mais se montre moins autoritaire. Les relations entre mère et enfants se caractérise aussi par une éducation autoritaire, la mère s'implique notamment auprès de ses filles à qui elle transmet la soumission et enseigne le travail ménager. Entre eux, frères et sœurs sont tenus de se respecter et parfois de s'aimer. Les grands-parents sont aussi des éducateurs, mais ne font pas preuve d'autorité comme les parents : ils peuvent gâter les enfants. La parenté à plaisanterie caractérise aussi les relations familiales. 

## Mariage
Le mariage wolof est traditionnellement patri-virilocal, mais la chercheuse Delphine Durand Sall l'analyse, en 2021, comme un mariage où l'organisation interne du foyer est dominée par les femmes, qui s'y sociabilisent . 

### Type de mariage
Le mariage peut être préférentiel ou dotal. Dans le mariage préférentiel, un homme peut épouser sa cousine au quatrième degré. La fille de l'oncle paternel est l'épouse d'or, le fils de la tante paternelle l'époux d'argent, leurs noces sont généralement bien considérées. Le mariage dotal connaît un changement lié à l'Islam : la dot est attribuée à la femme. La dot se traduit de plus en plus par une somme monétaire. 

### Cérémonie du mariage
Le mariage Wolof est un long processus. Les fiançailles (ngoro) étaient jadis décidées par les parents sans le consentement systématique des enfants. D'après des informateurs d'anciennes générations, les hommes ne connaissaient pas leurs femmes avant le mariage et il était impensable qu'un homme refuse la femme attribuée. Au vingtième siècle, les enfants peuvent choisir leurs conjoints, surtout le garçon. Le garçon salue traditionnellement la fille qu'il veut épouser, et les parents de cette dernière, accompagné d'un autre homme, souvent membre de sa famille. Le garçon et la fille font leur toilette et se parfument d'eau de Cologne, le garçon dit "je t'aime" à la fille, qui lui répond. Cet échange de paroles est une tradition récente. Le mariage religieux (takk) est institué par l'Islam. D'autres cérémonies ont lieu avant la consommation du mariage. Une semaine après le mariage, la femme retourne rendre visite à ses parents, ce qui symbolise le maintien de ce lien. 

### Polygamie
Fréquente, la polygamie (polygynie) est une donnée essentielle de la famille Wolof. Les hommes en font l'éloge. En revanche, les coépouses sont souvent jalouses entre elles, surtout lorsqu'il faut partager le temps de rapport sexuel. La polygynie, d'après Diop, traduit l'infériorité de statut des femmes dans la société Wolof. Cependant, la réduction de la polygamie ne suffit pas, d'après cet auteur, à émanciper les femmes, surtout en milieu rural. 

### Divorce
Un proverbe wolof dit qu'il est plus difficile de divorcer que de se marier. Il faut traditionnellement des motifs sérieux. Les maladies d'une part, et le comportement d'autre part, entraînent le divorce. Les divorces pour causes pathologiques sont beaucoup plus fréquents que les seconds.

## Éducation
Bien qu'il ne faille pas analyser l'enfant Wolof uniquement comme produit de sa culture, il existe des interactions enfant-adulte (liées notamment à des questions-réponses) liées à la culture Wolof. Le sevrage chez les Wolof s'effectue à l'âge de trois ou de quatre ans. L'éducation est genrée : les garçons accompagnent ainsi le père aux champs dès qu'ils peuvent courir sans tomber. Une étape de l'éducation de la fille est l'âge de six ou sept ans, lorsqu'elle est assez robuste pour piler un kilo de mil.

## Mutations

### Aspects socio-économiques
Les chefs de famille étaient autrefois consultés sur tous les sujets : la fin de l'économie d'autosubsistance conduit ce dernier à ne plus dominer tous les aspects de l'économie domestique. Ainsi, bien que toujours considéré comme une autorité morale, il perd de son pouvoir. 

### Aspects démographiques
La croissance de la population a des conséquences sur la famille Wolof, aspect peu développé du livre de Diop, d'après la démographe Thérèse Locoh. De même, les migrations ont une incidence sur la famille Wolof. Enfin, la planification familiale, notamment en campagne, est un aspect à étudier
.